# Geheime sleutel
Een geheime sleutel, ook wel privésleutel genoemd (Engels: private key), is een van de twee sleutels die gebruikt wordt voor asymmetrische encryptie. Bij deze wijze van informatieversleuteling zijn er twee verschillende sleutels die bij elkaar horen: een voor vercijferen en een voor ontcijferen van informatie. De eigenaar van de geheime sleutel zal die strikt geheim houden en nooit uit handen geven. Dit in tegenstelling tot de publieke sleutel, die bedoeld is om uit te wisselen met degene met wie men wil communiceren.

## Opslag
De geheime sleutel kan opgeslagen zijn in bestand, versleuteld met een wachtwoord, zodat deze onbruikbaar is als het wachtwoord onbekend is. De sleutel kan ook opgeslagen zijn op een smartcard, gecombineerd met een wachtwoord. Bij toepassingen waarbij berichten moeten worden versleuteld en/of ondertekend kan de geheime sleutel opgeslagen worden in een dichte doos met alleen een voedings- en data-aansluiting.

## Hoe werkt het?
Deelnemers aan asymmetrische encryptie beschikken ieder over een privésleutel én een publieke sleutel.
Wanneer de ene persoon (persoon A) een beveiligd bericht wil ontvangen van een andere persoon (persoon B), zodat alleen hij (persoon A) de inhoud kan lezen, dan zendt persoon A zijn publieke sleutel naar persoon B. Persoon B zal vervolgens zijn boodschap coderen met de publieke sleutel van persoon A. Vanaf dit moment kan alleen nog persoon A de boodschap weer leesbaar maken door zijn bijbehorende privésleutel te gebruiken.
Wanneer een vercijferd communicatiekanaal tussen de deelnemers moet worden ingesteld, dan worden de privésleutel en publieke sleutels gebruikt om door middel van het Diffie-Hellman-sleuteluitwisselingsprotocol een geheime sleutel uit te wisselen, die daarna voor symmetrische encryptie tussen de deelnemers wordt gebruikt. Een toepassing hiervan is het RSA-algoritme.